# سونات شماره ۳۱ پیانو (بتهوون)
سونات پیانو شماره ۳۱ در لا بمل ماژور، اپوس ۱۱۰، اثر لودویگ فان بتهوون در سال ۱۸۲۱م ساخته و در سال ۱۸۲۲ منتشر شد. این اثر در گروه سه‌تاییِ سونات‌ها (اپوس. ۱۰۹، ۱۱۰ و ۱۱۱) که بتهوون آن‌ها را بین سال‌های ۱۸۲۰ تا ۱۸۲۲ نوشت، سونات پیانوی میانی است و در میان تمامی سونات‌های پیانوی او، ماقبل آخر است. اگرچه این سونات در سال ۱۸۲۰ سفارش داده شد، اما بتهوون کار بر روی اپوس ۱۱۰ را تا پیش از نیمهٔ دوم سال ۱۸۲۱ آغاز نکرد، و بازبینی‌ نهایی بر روی این سونات را در اوایل سال ۱۸۲۲ تکمیل کرد. این تأخیر به‌دلیل عواملی نظیر کار بتهوون بر روی میسا سولمنیس و مسئلهٔ سلامتی او بود که رو به وخامت بود. نسخهٔ اصلی این اثر در سال ۱۸۲۲، بدون اهدا به کسی، توسط آدولف مارتین شلیزینگر (ناشر آلمانی) در پاریس و برلین، و یک نسخهٔ انگلیسی از آن نیز توسط موتزیو کلمنتی در سال ۱۸۲۳ منتشر شد.
سونات در سه موومان ساخته شده‌است. موومان اول با سرعت مودراتو از یک فرم معمولیِ سونات پیروی می‌کند که تمِ آغازینی رسا و قابل تحمل دارد. موومان دوم آلگرو با یک اسکرتسوی مختصر اما طنزآمیز آغاز می‌شود که مارتین کوپر (موسیقی‌شناس انگلیسی) معتقد است بر اساس دو آهنگ فولکلور و به دنبال آن یک تریو ساخته شده‌است. آخرین موومان شامل چندین بخش متضاد است: یک رسیتاتیو مقدماتی و آهسته، یک «آریوسوی» دردناک، یک فوگ، یک بازگشت به آریوسو، و یک فوگ دوم که به نتیجه‌ای «پرشور و قهرمانانه» می‌رسد. ویلیام کیندرمن تشابهاتی را بین فوگ در آخرین موومان و دیگر آثار متاخر بتهوون، مانند فوگِتا در واریاسیون‌های دیابلی و بخش‌هایی از میسا سولمنیس مشاهده می‌کند، و آدولف برنهارد مارکس به طرز مطلوبی فوگ را با آثار یوهان سباستیان باخ و جرج فردریک هندل مقایسه کرده‌است.
این سونات موضوعِ مطالعه و تحلیل‌های موسیقایی افرادی چون دونالد تووی (موسیقی‌شناس بریتانیایی)، دنیس متیوز (موسیقی‌شناس و پیانیست انگلیسی)، هاینریش شنکر (نظریه‌پرداز اتریشی موسیقی) و چارلز روزن (پیانیست و نویسنده آمریکایی) قرار گرفته‌است و توسط پیانیست‌هایی مانند آرتور اشنابل، گلن گولد و آلفرد برندل، اجرا و ضبط شده‌است.

## تاریخچه
در تابستان ۱۸۱۹م، آدولف مارتین شلزینگر، از «شرکت ناشران موسیقی شلزینگر» مستقر در برلین، پسرش موریس را برای ملاقات با بتهوون برای ایجاد روابط تجاری با آهنگساز فرستاد. این دو در مودلینگ با هم ملاقات کردند، جایی که موریس تأثیر مطلوبی بر آهنگساز گذاشت. پس از مدتی مذاکره با نامه، شلزینگرِ پدر، پیشنهاد خرید سه سونات پیانو با دستمزدی معادلِ ۹۰ دوکات را در آوریل ۱۸۲۰، به بتهوون داد، اگرچه بتهوون در ابتدا ۱۲۰ «دوکات» درخواست کرده بود اما در ماه مه ۱۸۲۰، وی موافقت کرد و متعهد شد که سونات‌ها را در طی سه ماه تحویل دهد. این سه سونات آنهایی هستند که اکنون با نام «Opp» شناخته می‌شوند و عبارتند از: اپوس ۱۰۹، ۱۱۰ و ۱۱۱ که آخرین سونات پیانوی بتهوون است.
بتهوون از تکمیل این سه اثر به دلیل موانع متعددی که برایش به‌وجود آمد، بازماند و تحویل آنها در موعدِ مقرر امکان‌پذیر نشد؛ از جمله کار بر روی میسا سولمنیس (اپوس. ۱۲۳)، ابتلا به روماتیسم در زمستان ۱۸۲۰، و بیماری یرقان در تابستان ۱۸۲۱. بری کوپر اشاره می‌کند که اپوس. ۱۱۰، تا نیمهٔ دوم سال ۱۸۲۱، «هنوز شکل نگرفته بود». شلزینگر، اپوس ۱۰۹ را در نوامبر ۱۸۲۱ منتشر کرد اما مکاتبات نشان می‌دهد که اپوس ۱۱۰، تا اواسط دسامبر ۱۸۲۱، هنوز آماده نشده بود. بتهوون به اصلاح آخرین موومان ادامه داد و باز هم تا اوایل سال ۱۸۲۲، به پایان نرسید. احتمالاً کُپی پارتیتور در همین زمان به شلزینگر تحویل داده شده‌است، زیرا بتهوون در ژانویه ۱۸۲۲ مبلغ ۳۰ «دوکات» برای سونات دریافت کرده بود.
نامه‌های آدولف شلزینگر به بتهوون در ژوئیه ۱۸۲۲، تأیید می‌کند که سونات، همراه با اپوس ۱۱۱، در پاریس کتابت شده‌است. سونات در آن سال همزمان در پاریس و برلین منتشر شد و در ۱۴ سپتامبر همان سال، انتشارات «کتاب‌شناسی ملی فرانسه» آن را به ثبت رساند. همچنین برخی از نسخه‌های چاپ اول در اوایل ماه اوت به وین رسید و در همین ماه، چاپ سونات در روزنامهٔ «وینر سایتونگ» اطلاع‌رسانی شد. سونات بدون اهدا به کسی منتشر شد، اگرچه شواهدی وجود دارد که بتهوون قصد داشت اپوس ۱۱۰ و ۱۱۱ را به آنتونی برنتانو (یکی از معشوقه‌هایش) تقدیم کند. در فوریه ۱۸۲۳، بتهوون نامه‌ای به فردیناند ریس در لندن فرستاد و به او اطلاع داد که نسخه‌های خطی اپوس ۱۱۰ و ۱۱۱ را برایش فرستاده‌است تا او بتواند ترتیبِ انتشار آنها را در بریتانیا بدهد؛ بتهوون در این نامه خاطرنشان کرده‌است که اگرچه اپوس ۱۱۰ قبلاً در لندن موجود بوده‌است ولی آن نسخه دارای اشتباهاتی بود که در نسخهٔ فرستاده شده به ریس، اصلاح گردیده‌است. ریس پس از این نامه، موتزیو کلمنتی را متقاعد کرد که حق انتشار این دو سونات را در بریتانیا به دست آورد، و کلمنتی نیز آنها را در همان سال در لندن منتشر کرد.

## ساختار

### فرم
سونات در سه موومان ساخته شده‌است، هرچند در نسخهٔ اصلیِ شلزینگر، موومان سوم به دو بخشِ آداجیو و فوگ، تقسیم شده‌است. آلفرد برندل تم‌های اصلی سونات را بدین صورت مشخص کرده‌است که همگی از «هگزاکورد» (شش نت اول گام دیاتونیک) مشتق شده‌اند که همراه با فواصل سوم و چهارم، تقسیم شده‌اند. او همچنین اشاره می‌کند که حرکت مخالف بسیار، یکی از ویژگی‌های این کار است که به‌ویژه در موومان دوم این نقش برجسته است.
تم‌های اصلی هر موومان در این سونات، با فرازی شروع می‌شود که فقط محدودهٔ صوتی یک ششم بزرگ را پوشش می‌دهد. نکتهٔ مهم دیگر استفاده از نت فا است که درجهٔ ششم (رونمایان) از گام لا بمل ماژور است. نت فا، اوج فِراز اول در موومان آغازین را تشکیل می‌دهد و سپس به‌عنوان تونیک، در موومان دوم عمل می‌کند. همچنین اجرای نت‌های فا با دست راست، بخش تریوی موومان دوم را همراهی می‌کند و در موومان سوم، مقدمه با نت فا آغاز شده‌است.
طولِ اجرای سونات، حدود ۱۹ دقیقه است.

### موومان اول
موومان اول در لا بمل ماژور با علامتِ تمپوی مودراتو (سرعت متوسط، آوازگونه و بسیار رسا) مشخص شده‌است. دنیس متیوز موومان اول را به‌عنوان یک «فرمِ سونات منظم و قابلِ پیش‌بینی» توصیف می‌کند، و چارلز روزن ساختار موومان را «هایدنی» می‌نامد. ابتدای قطعه نشانِ «کُن آمابیلیتا» (با مهربانی) دارد. پس از یک توقف در آکورد هفت نمایان (میزان دوم)، گشایش با تمی «آوازگونه» گسترش می‌یابد (میزان سوم). بعد از آن، حرکتِ آرپژی سه‌لاچنگ‌ها، منجر به «پاساژی انتقالی» و درخشان می‌شود:
در ادامه، گروه دومِ تم‌ها در می بمل ماژور (نمایان)، شامل فیگورهای آپاژیاتور و یک باس است و طی سه مرحله از می بمل ماژور به سل ماژور فرود می‌آید و این در حالی است که ملودی در اینجا، به فاصلهٔ یک ششم، بالاتر رفته‌است. در انتها، گشایش با یک تم کادانسیِ دولاچنگ، به پایان می‌رسد.
بخش بسط و گسترش (که چارلز روزن آن را «بنیانی ساده» می‌نامد)، شامل بیانِ مجددِ «تم اول» با یک سکانس نزولی است که با نت‌های دولاچنگ در بخش پایین همراه است. دونالد تووی «سادگی هنرمندانهٔ» بخش گسترش را با ستون‌های پارتنون مقایسه می‌کند.
بازگشایش به‌طور متعارف با بیان مجددِ تم آغازین در تونیک (لا بمل ماژور) آغاز می‌شود و بتهوون آن را با موتیف «پاساژِ انتقالی» ترکیب می‌کند. تم آوازگونه به‌تدریج از طریق زیرنمایان به می ماژور مدولاسیون می‌شود (گامی به ظاهر دور، که دنیس متیوز و دونالد تووی، هر دو این گام را به‌عنوان یک نماد آسان برای منطقی‌کردنِ ورود به فا بمل ماژور می‌دانند). پس از آن طولی نمی‌کشد که هارمونی به گام خانگی خود (لا بمل ماژور) بازمی‌گردد. کودای موومان با «کادانس کامل» روی نت پدال در تونیک، بسته می‌شود.

### موومان دوم
موومان دوم در فرم اسکرتسو و با علامت آلگرو مولتو (بسیار سریع) مشخص شده‌است. دنیس متیوز ساختار موومان را «مختصر و مفید»، و ویلیام کیندرمن آن را «شوخ و طنزآمیز» توصیف می‌کند، حتی اگر در گام فا مینور باشد. ریتم در این قطعه، پیچیده، با سنکپ‌های فراوان و ابهاماتی است. دونالد تووی اشاره می‌کند که این ابهام عمدی است: تلاش می‌شود تا با کوتاه‌کردن میزان (از چهار ضربی به دو ضربی) و شکل‌گیری آکسان‌های بیشتر روی ضرب‌ها، از توصیف این موومان به‌عنوان یک «گاووت» جلوگیری شود و اگر بتهوون می‌خواست، می‌توانست یک «گاووت» بسازد.
بتهوون در این موومان از نوانس به شیوه‌ای تناوبی (چهار میزان P و چهار میزان F) استفاده می‌کند و موومان را با یک موتیف در گسترهٔ صوتی یک ششم، آغاز می‌کند. مارتین کوپر (موسیقی‌شناس انگلیسی) تشخیص داد که بتهوون قسمت خشن‌تر در اسکرتسوی خود را با استفاده از موتیفِ دو آهنگ فولکلور استفاده کرده‌است. دونالد تووی قبلاً به این نتیجه رسیده بود که طرح چنین نظریاتی، «بی‌وجدانی» است، زیرا اولین آهنگ از این ترانه‌های فولکلور (مدتی قبل از آهنگسازی سونات)، توسط بتهوون تنظیم شده بود تا هزینهٔ ناچیزِ ارسالِ بستۀ پستی به ناشر را پرداخت کند، تووی اضافه می‌کند: «ماهیت این نوع تنظیم روشن می‌سازد که آهنگ‌های عامیانه برای آهنگساز اهمیت چندانی نداشته‌است».
فرمِ سه‌قسمتی (تریو) که در ر بمل ماژور است، «پرش‌های ناگهانی» و «فرودهای خطرناک» را در کنار هم قرار می‌دهد، بی سر و صدا پایان می‌یابند و منجر به تکرار تغییریافتۀ اسکرتسو می‌شود. اسکرتسوی تغییریافته، دارای دو تکرار است، اولین تکرار برای این منظور نوشته شده‌است تا امکان ایجاد یک ریتارداندوی اضافی را در تکرار دوم فراهم کند. پس از چند آکورد همزمان، کودای کوتاهِ موومان، با سوم پیکاردی در فا ماژور، از طریق یک آرپژِ شکستهٔ متوالی در باس، به پایان می‌رسد.

### موومان سوم
ساختار موومان سوم به دو بخشِ «آریوسوی» (آوازگونه) آهسته و دو فوگ سریع‌تر، تقسیم می‌شود. در تحلیل آلفرد برندل، شش بخش در این موومان وجود دارد که عبارتند از: رسیتاتیو، آریوسو، اولین فوگ، آریوسو، فوگِ معکوس و در نهایت نتیجه‌گیری با هم‌صدا. در مقابل، مارتین کوپر ساختار را به‌عنوان یک «موومان دوبل» (یک آداجیو و یک فینال) توصیف می‌کند.
در ابتدای موومان سوم، حرکت آرپژ/ریتارداندویی که در بخش باسِ اسکرتسوی موومان دوم بود، در اینجا به سی بمل مینور تغییر یافته، و نشان‌دهندهٔ انحراف از طنزی است که در اسکرتسو وجود داشت. به دنبال سه میزان مقدمه، بلافاصله رسیتاتیو شروع می‌شود که طی آن، تمپو چندین بار تغییر می‌کند؛ سپس به یک «آریوسو دولنته» (آوازگونهٔ دردناک) در لا بمل مینور می‌انجامد؛ مرثیه‌ای که خط ملودی آن شبیه به شروع اسکرتسو در موومان دوم است (اگرچه دونالد تووی آن را ناچیز و رد می‌کند). بخش آریوسو با عنوان «مرثیهٔ آوازی» علامت‌گذاری شده‌است و توسط آکوردهای پی‌درپی، پشتیبانی می‌شود. مفسران موسیقی (از جمله ویلیام کیندرمن و چارلز روزن)، رسیتاتیو و آریوسو در آغاز قطعه را «اپرایی» تفسیر کرده‌اند، و آلفرد برندل می‌نویسد که این مرثیه شبیه آریای «آن تمام شده‌است» از «پاسیون»‌های ساختهٔ یوهان سباستیان باخ است. فرهنگنامه موسیقی و موسیقی‌دانان نیو گروو می‌نویسد که اصطلاح «آریوسو» به ندرت در موسیقی سازی استفاده می‌شود.
پس از آن  آریوسو به یک فوگ سه‌صدایی در لا بمل ماژور منجر می‌شود. تمی در بخش باس که از یک فاصلهٔ چهارم بالارونده، دو فاصله سوم پایین‌رونده و یک موتیف کوتاه که به نُتِ دو ختم می‌شود، تشکیل شده‌است (به مثال پایین مراجعه کنید). همچنین تم آغازین موومان سوم، عناصری از تم فوگ را در خود دارد (لا بمل، ر بمل، سی بمل، می بمل)، و دنیس متیوز نیز پیش‌نمایشی از تم فوگ را در میزان ماقبل آخرِ موومان اول مشاهده کرده‌است. سپس جواب رئال در بخش آلتو به گام می بمل ماژور وارد می‌شود، و نت‌های چنگ، بخش کنترسوژه را تشکیل می‌دهند. ویلیام کیندرمن شباهت‌هایی بین این فوگ و فوگ در واریاسیون‌های دیابلی (اثرِ بعدی آهنگساز) مشاهده کرده است و همچنین شباهت‌هایی در دو قطعه از موومان پنجمِ میسا سولمنیس، می‌یابد. گلن گولد این فوگ را که دارای زمینه‌ای «تغزلی، پرستیدنی و متفکر» است، با فوگِ «خشن اما منظم» از سونات هامِرکلاویِر که «بتهوونِ نیرومند، سرکشی را آشکار می‌کند»، مقایسه کرده‌است.
در ادامه، فوگ توسط یک آکورد هفت نمایان (لا بمل ماژور)، شکسته و قطع می‌شود که در معکوس دوم به صورت آنارمونیک در سل مینور حل می‌شود. این امر منجر به ورود دوباره به «آریوسو دولِنته» با علامت «اِرمانتِند» (خسته و فرسوده) می‌گردد. ویلیام کیندرمن درک و احساسِ «درد زمینی» از این مرثیه را با «تسلیت و قدرت درونی» در فوگ (که دونالد تووی اشاره می‌کند به نتیجه‌ای نرسیده بود)، مقایسه می‌کند. چارلز روزن تحلیل می‌کند که انتخاب تنالیته برای نُتِ پیشرو (سل مینور)، به آریوسو کیفیتی شفاف متناسب با «خستگی» می‌دهد، و تووی ریتم شکستهٔ آریوسوی دوم را «راهی به سوی هق هقِ گریه» توصیف کرده‌است. آریوسو با آکوردهای پی‌در‌پی در سل ماژور و با قدرتی رو به افزایش، با تکرار شیوهٔ «مینور به ماژورِ» ناگهانی (سوم پیکاردی)، همان‌طور که در اسکرتسوی موومان دوم به پایان رسیده بود، خاتمه می‌یابد.
پس از آریوسو، «فوگ دوم» با معکوس تمِ «فوگِ اول»، ظاهر می‌شود و با علامت «ویدا آئوفیلیبِند» (به آلمانی: تجدید حیاتِ دوباره، یا به ایتالیایی سنتی: کم‌کم دوباره زندگی)، مشخص شده‌است. آلفرد برندل خصوصیتی «گمراه‌کننده» به این قسمت نسبت می‌دهد. فوگ معکوس با دستورالعمل‌هایی در بارهٔ نحوهٔ اجرا، با علامت «ناخ اونت ناخ» (ذره ذره) و «پای اَ پای» (کم‌کم)، شروع می‌شود. ابتدا به پیانیست دستور داده می‌شود که «اونا کوردا»  بنوازد. «فوگ دوم» که ابتدا در گام سل ماژور است، به تدریج بر شدت و حجم صدا افزوده می‌شود. پس از ورود هر سه صدا، خط باس سوژهٔ «فوگ اول» را با کاستن از کشش صدا (که لحن آن تغییر یافته‌است) معرفی می‌کند؛ این در حالی است که بخش بالایی ریتم همان تم را در طولِ میزان‌ها، افزایش می‌دهد. در نهایت خط باس در دو مینور با نسخهٔ افزوده‌شدهٔ سوژه، وارد می‌شود و در می بمل ماژور به پایان می‌رسد؛ در طی بیان این سوژه در باس، به پیانیست دستور داده‌ می‌شود که به تدریج پدال پیانو (اونا کوردا) را رها کند. سپس بتهوون سرعت را با علامت مِنو آلگرو آرام می‌کند، و یک کوچک‌سازی کوتاه‌شدهٔ مضاعف از فوگ را معرفی می‌کند. پس از بیانات فراگیرِ سوژهٔ فوگ و معکوس فوگ (که دونالد تووی آن را موتیف «شعله» می‌نامد)، بخش‌های کنترپوان هویت خود را از دست می‌دهند. آلفرد برندل این زیربخش‌ها را به‌عنوان «از بین بردنِ» محدودیت‌های چندصدایی می‌بیند؛ دونالد تووی آن را یک «گسستگی» دانست و این قطعه را «شجاعانه» خواند. سرانجام این بخش به یک آرپژ چهارمیزانی در تونیک، و یک آکورد تاکیددارِ نهایی در لا بمل ماژور می‌انجامد.
دنیس متیوز می‌نویسد توهم نیست اگر «فوگ دوم» از موومان سوم را به‌عنوان «جمع‌آوری اعتماد به نفس، پس از بیماری یا ناامیدی» ببینیم، تمی که در دیگر آثار متاخر بتهوون قابل تشخیص است (برندل آن را با «کاواتینا» از کوارتت زهی شماره ۱۳ مقایسه می‌کند). مارتین کوپر کدا را «پرشور» و «قهرمانانه» توصیف می‌کند و می‌افزاید: اما این توصیف فقط متعلق به بعد از خروج از فضای «پریشانِ» آریوسوها یا «حقیقت‌های درخشانِ» فوگ‌ها نیست. روزن می‌گوید این اولین بار در تاریخ موسیقی است که تکنیک‌های کنترپوان و فوگ، جزئی جدایی‌ناپذیر از کارِ آهنگسازی هستند و اضافه می‌کند که کارِ بتهوون در این اثر «به سادگی، نماد یا بازنمایی بازگشت به زندگی نیست، بلکه اطمینان‌بخشی است، ما از نظر فیزیکی از این فرایند هستیم».

## واکنش‌ها
ار دههٔ ۱۸۱۰، شهرت و اعتبار بتهوون باعث شد که آثار وی تا حد زیادی مورد انتقاد معاصرانِ خود قرار نگیرد و بررسی اولیهٔ آثار او در آن زمان بیشتر با واکنش‌های مثبتی همراه بود. به‌عنوان مثال یک منتقد ناشناس در اکتبر ۱۸۲۲ در بارهٔ سونات اپوس ۱۱۰، با عباراتی مانند «عالی» و «باز هم تشکر از خالق آن»، یاد کرده‌است. در سال ۱۸۲۴، منتقد ناشناس دیگری در «روزنامهٔ عمومی موسیقی» (چاپ آلمان) نوشت که مخالفت معاصران بتهوون علیه آثارش، «فقط توفیق کوچک و زودگذری داشته‌است»؛ وی سپس اظهار می‌دارد که به ندرت اتفاق می‌افتد که آثار هنرمندی (بتهوون) در جهان (موسیقی) وارد شود و شهرت آن برای همیشه تثبیت شود.
آدولف برنهارد مارکس در ماه مارس ۱۸۲۴، در بررسی «سونات شماره ۳۱»، کار بتهوون را ستود و به‌ویژه قطعهٔ فوگ در موومان سوم را ستایش کرد و افزود که این فوگ «باید همراه با بهترین آثار یوهان سباستیان باخ و جرج فردریک هندل موردِ مطالعه قرار گیرد». آنتون شیندلر در کتاب «زندگینامهٔ بتهوون» (نسخهٔ ۱۸۵۰) می‌نویسد: «نواختن آن (فوگ) دشوار نیست بلکه سرشار از جذابیت و زیبایی است». ویلیام کیندرمن تم فوگ را با عبارت «زبانِ عالی فوگال» توصیف می‌کند.
هرمان وتزل (آهنگساز آلمانی) مشاهدات خود را هنگام بررسیِ سونات در سال ۱۹۰۹، اینگونه شرح می‌دهد که «حتی یک نُتِ زائد نیست، هیچ پاساژی وجود ندارد … تا بتوانید آن را هر طور که بخواهید تلقی (اجرا) کنید، هیچ نت زینتی بی‌اهمیت نیست». مارتین کوپر مدعی شد که بیشترین اجرا در سال ۱۹۷۰، از آنِ سونات اپوس ۱۱۰، در میان پنج سونات پیانوی آخرِ بتهوون بوده‌است.
جاناتان بیس (پیانیست آمریکایی) در یادداشت‌های کنسرت آنلاین خود در سال ۲۰۲۰، در توصیف اجرای اپوس ۱۱۰، می‌نویسد: «در هیچ‌ یک از سی‌و‌یک سونات دیگر بتهوون، به این اندازه قلمرو احساسی را پوشش نمی‌دهد: از اعماق ناامیدی به سرخوشی مطلق می‌رسد… با توجه به غنای عاطفی‌اش، به طرزی باورنکردنی به هم پیوسته‌ است، و ایدهٔ فلسفی در آغاز، در لحظات آخرِ فینال به مانند یک بیانیهٔ پایانی عمل کرده و نفوذ می‌کند، برای رسیدن به آپونئوس».

## ضبط‌ها
در ۲۱ ژانویه ۱۹۳۲، اجرای آرتور اشنابل در ابی رود استودیوز لندن که برای ضبط کامل سونات‌های پیانویی بتهوون در نظر گرفته شده بود، اپوس ۱۱۰، اولین ضبط بود. اجرای میرا هس (پیانیست انگلیسی) در سال ۱۹۵۳ از اپوس ۱۱۰ که توسط فرهنگنامه موسیقی و موسیقی‌دانان نیو گروو تهیه شده بود، به‌عنوان یکی از «بزرگترین موفقیت‌های او در ضبط‌های استودیویی» توصیف شد. گلن گولد در سال ۱۹۵۶، اپوس ۱۱۰ را در میان سه سونات آخرین بتهوون برای ضبط، گنجاند؛ و در اجرای ۴ مارس ۱۹۶۳، موومان سوم این سونات را مورد بحث و بررسی قرار داد.
برخی دیگر از ضبط‌های اپوس ۱۱۰ که به‌عنوان بخشی از ضبط کامل سونات‌های بتهوون در نظر گرفته شده بود، بدین شرح است: ویلهلم کمپف در سال ۱۹۵۱، کلودیو آرائو در سال ۱۹۵۶، آلفرد برندل در سال ۱۹۷۳، مائوریتسیو پولینی در سال ۱۹۵۱، دانیل بارنبویم در سال ۱۹۸۴، و ایگور لِویت (پیانیست روسی/آلمانی) در سال ۲۰۱۹.

## یادداشت
1. ↑  Adolf Martin Schlesinger
2. ↑  Martin Cooper
3. ↑  Arioso
4. ↑  آوازگونه، زیبا، با ملاحت و روشی پیوسته و واحد در آوازهای یک قسمت از اپرا.[۱]
5. ↑  Donald Tovey
6. ↑  Denis Matthews
7. ↑  Heinrich Schenker
8. ↑  Charles Rosen
9. ↑  Bibliographie nationale française
10. ↑  Wiener Zeitung
11. ↑   Antonie Brentano
12. ↑  Hexachord
13. ↑  Moderato cantabile molto espressivo
14. ↑  con amabilità
15. ↑  Gavotte
16. ↑  یک رقص فرانسوی با سرعت مدراتو (معمولی) و میزان‌بندی 4
4 که مربوط به قرن هفدهم است.[۳۰]
17. ↑  Martin Cooper
18. ↑  "Our cat has had kittens" and "I am a draggle-tail, you are "a draggle-tail
19. ↑  arioso dolente
20. ↑  Klagender Gesang
21. ↑  Es ist vollbracht
22. ↑  Passion
23. ↑  به معنای ذکر مصیبت است. در موسیقی، قطعه‌ای بر روی متون مذهبی است که در بارهٔ عیسی مسیح یا دیگر حواریون ساخته شده باشد.[۴۰]
24. ↑  Agnus Dei & Dona nobis pacem
25. ↑  Ermattend
26. ↑  wieder auflebend
27. ↑  poi a poi di nuovo vivente
28. ↑  nach und nach
29. ↑  poi a poi
30. ↑  una corda
31. ↑  استفاده از پدال نرم یا پدال سمت چپِ پیانو که ضربات چکش به جای سه سیم، روی یک سیم اصابت می‌کند.[۵۳]
32. ↑  Cavatina
33. ↑  آریای کوچک که شامل یک بخش است.[۵۹]
34. ↑  Allgemeine musikalische Zeitung
35. ↑  Justus Hermann Wetzel
36. ↑  Jonathan Biss
37. ↑  Myra Hess
38. ↑  Igor Levit